# Jarablous
Jarablous est une ville au nord de la Syrie, située à la frontière turque. Elle est chef-lieu d'un canton du gouvernorat d'Alep. Elle avait une population de 11 570 habitants au moment du recensement de 2004.

## Géographie
La ville se trouve à l'extrémité nord-ouest de la plaine de Jarablous qui s'étend sur la rive occidentale de l'Euphrate. Le centre-ville se situe lui-même à environ 2 km à l'ouest du fleuve.

## Histoire
Jarablous est aussi distante d'environ 2 km au sud-est de l'antique cité de Karkemish qui se trouve l'autre côté de la frontière en territoire turc.
Le 20 juillet 2012, durant la guerre civile syrienne, la ville est prise par l'Armée syrienne libre qui en chasse l’armée régulière. Mais à la fin de cette même année, le Front Al-Nosra fait aussi son apparition à Jarablous, avant d'être lui-même supplanté par l'État islamique (EI) qui prend le contrôle de la ville en juillet 2013. Cependant les djihadistes doivent faire face au soulèvement des mouvements rebelles qui finissent par s'emparer de nouveau d'une grande partie de la ville. La bataille qui s'ensuit va durer douze jours, au bout desquels l'EI finira par imposer sans partage son autorité. 
Cependant, depuis mars-avril 2015 et la prise des villages environnant la ville de Kobané qui ont précédé la chute de cette dernière, Jarablous est de nouveau sous la menace d'une offensive des Forces démocratiques syriennes (FDS) dont les lignes se trouvent à environ 2 km à l'est du centre-ville, sur la rive opposée de l'Euphrate.
Depuis la prise de Kobané, Jarablous est aussi devenu le principal poste-frontière par lequel passe les recrues djihadistes et les fruits de divers trafics de financement pour l'EI (pétrole de contrebande notamment) venant la Turquie en direction du reste des territoires contrôlés par l'organisation, notamment vers la ville de Raqqa, capitale du califat. Sa chute obligerait les djihadistes à emprunter des itinéraires secondaires plus difficiles d'accès depuis la frontière turque (comme le poste douanier d'Al-Raï) et surtout plus dangereux en raison de leurs proximités avec les troupes du régime syrien. La prise de Manbij par les FDS, ville située à 40 km au sud, sur l'axe routier direct reliant Jarablous à Raqqa, le 12 août 2016, a accru son caractère stratégique pour l'EI.
Fin août 2016, les forces armées turques bombardent Jarablous en réponse à des tirs de mortiers de l'EI tombés sur son sol. Ces bombardements constitueraient une préparation d'artillerie afin que des rebelles syriens massés dans la ville frontalière turque de Karkamış puissent passer à l'offensive pour prendre la ville avant que les FDS n'y parviennent. Le matin du 24 août 2016, les rebelles, appuyés par l'armée turque, déclenchent une offensive terrestre qui ne rencontre qu'une faible résistance de l'ennemi, et permet de conquérir Jarablous dès le milieu de l'après-midi.